# Evangelische Kirche Věšťany

Evangelische Kirche Weschen um 1910

Die Evangelische Kirche war die evangelisch-lutherische Gemeindekirche von Věšťany (deutsch: Weschen), einem Ortsteil der Gemeinde Modlany im Okres Teplice. Der Kirchenbau wurde nach Jahrzehnten der Vernachlässigung 1977 abgebrochen.

## Geschichte und Architektur
Die Weschener evangelische Kirche entstand im Zuge der Los-von-Rom-Bewegung als Predigtstelle der 1898 gegründeten Erlöserkirche in Karbitz. Das Kirchengebäude wurde 1910 von Schilling & Graebner als eine hausartige Saalkirche in einfachen Jugendstilformen in lebhafter Baukubatur erbaut. Der seitlich gesetzte Turm mit hohem Glockengeschoss endete in einem verschindelten Uhrengeschoss mit Haubenabschluss. Die Fassade beherrschte ein geschweifter Giebel, dessen besonderes Detail ein von zwei senkrechten Pfeilern geteiltes Kreisfenster darstellte. Der von großen, rundbogig geschlossenen Fensteröffnungen geprägte Kirchenraum endete in einem halbkreisförmigen Altarhaus. Unter weitgehendem Verzicht auf historistische Formendetails entstand ein eindrucksvoller Kirchenbau der frühen Moderne.
Mit der Vertreibung der Deutschen aus der Tschechoslowakei 1945 wurde die Kirche staatlicherseits beschlagnahmt und geschlossen. 1952 wurde ihr Inventar an die Bartholomäuskirche in Teplitz abgegeben und die Orgel in die (1973 abgebrochene) evangelische Christuskirche in Turn verbracht. Ab 1954 stand die Kirche leer und verfiel allmählich. Ein 1970 erstelltes Gutachten bescheinigte trotz Vernachlässigung die Erhaltungsfähigkeit des Mauerwerks und empfahl eine Nutzung als Lagerhaus oder als Feuerwache. Nachdem jedoch das Dach der Kirche eingefallen war, wurde 1977 der Abriss verfügt.